# Cuzcurritilla
Cuzcurritilla es una aldea despoblada que pertenece al municipio de Rodezno en la comunidad autónoma de La Rioja (España). Se sitúa junto a la N-232 (Vinaroz-Cabañas de Virtus).

## Historia
En 1347, ya consta una sentencia en la que la villa de Briones aceptaba la compra por parte de la villa de Haro de la aldea y abadía de Cuzcurritilla.
En 1846, en el diccionario geográfico de Govantes (Diccionario geográfico-estadístico-histórico de España y sus posesiones de Ultramar). pertenecía al término municipal de Haro.

## Geografía humana

### Demografía
| Gráfica de evolución demográfica de Cuzcurritilla entre 1857 y 1860 |
| |
| Población de derecho según los censos de población del INE Población de hecho según los censos de población del INEEntre el censo de 1877 y el anterior, este municipio desaparece porque se integra en el municipio 26127 (Rodezno) Entre el censo de 1857 y el anterior, aparece este municipio porque se segrega del municipio 26071 (Haro) |

Cuzcurritilla contaba a 1 de enero de 2010 con una población de 7 habitantes: 3 hombres y 4 mujeres.
A 1 de enero de 2020 volvía a figurar como despoblada
| Gráfica de evolución demográfica de Cuzcurritilla entre 2000 y 2020                              |
|                                                                                                  |
| Población de derecho (2000-2020) según los censos de población del INE a 1 de enero de cada año. |

## Lugares de interés

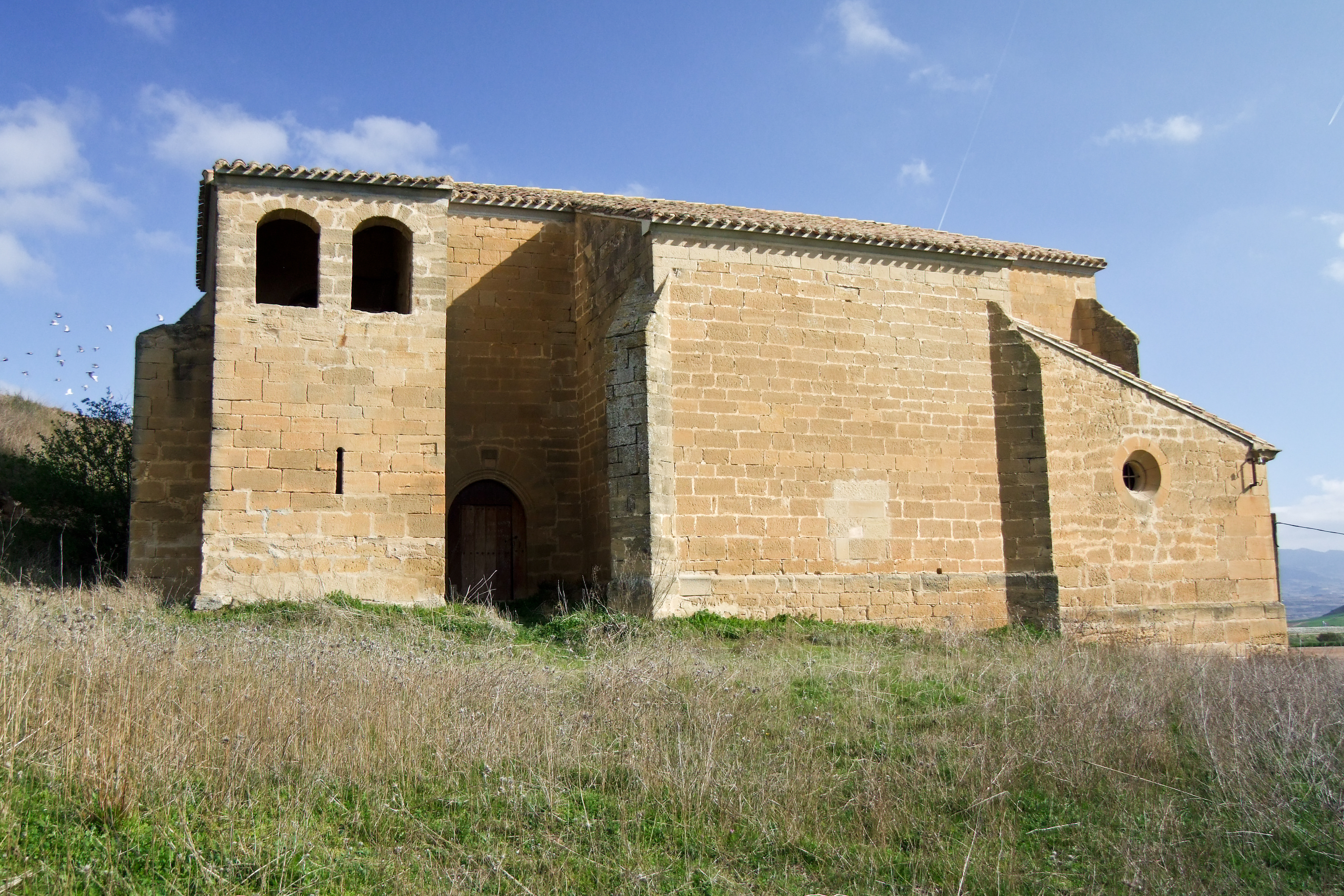
Ermita de San Martín.

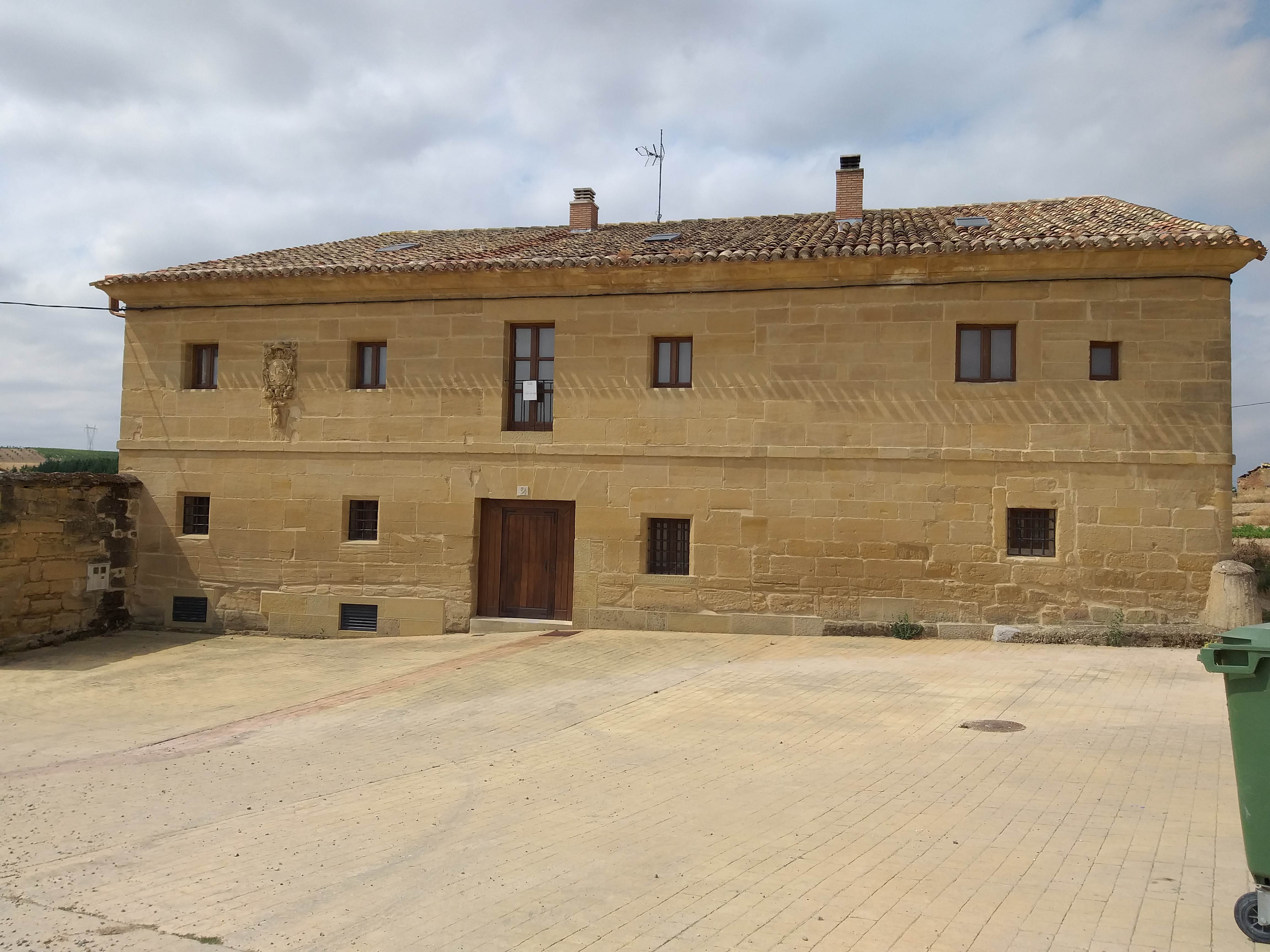
Monasterio en Cuzcurritilla

### Edificios y monumentos
- Iglesia parroquial de san Martin. Situada en  lo alto de Cuzcurritilla, se encuentra esta iglesia de piedra de sillería del siglo XVI. Está totalmente abandonada, vacía y en desuso. Durante el tiempo que Cuzcurritilla perteneció a la villa de Haro, cada 12 de noviembre (festividad de San Martín) la población de Haro iba en romería a dicha iglesia.
- Antiguo monasterio: se cree que fue el monasterio que dio lugar a dicha aldea. Se conoce que fue una abadía perteneciente al Monasterio de Herrera y al Monasterio de San Millán, y habitado por los monjes Jerónimos de San Miguel del Monte. El robusto edificio contaba con todas las comodidades de una casa de labranza, que era para los monjes, además de una fuente y bodega. El edificio tiene composición asimétrica y cuenta con un escudo o blasón con tiara abacial en su fachada principal. El edificio se encuentra en perfecto estado, debido a una reciente reforma.[2]

## Fiestas Locales
- 11 de noviembre, festividad de San Martín.